# Deuxième circonscription de la Seine-Saint-Denis
La deuxième circonscription de la Seine-Saint-Denis est l'une des 12 circonscriptions législatives françaises que compte le département de la Seine-Saint-Denis (93) situé en région Île-de-France.

## Description géographique et démographique
La deuxième circonscription de la Seine-Saint-Denis est délimitée par le découpage électoral de la loi no 86-1197 du 24 novembre 1986
, elle regroupe les divisions administratives suivantes : cantons de Pierrefitte-sur-Seine, Saint-Denis Nord-Est, Saint-Denis Nord-Ouest et Villetaneuse.
D'après le recensement général de la population en 1999, réalisé par l'Institut national de la statistique et des études économiques (INSEE), la population de cette circonscription est estimée à 112 315 habitants,.

## Historique des députations
| Législature | Début de mandat | Fin de mandat  | Député             | Parti politique | Observations                                                                           |
| ----------- | --------------- | -------------- | ------------------ | --------------- | -------------------------------------------------------------------------------------- |
| IXe         | 23 juin 1988    | 1er avril 1993 | Marcelin Berthelot | PCF             |                                                                                        |
| Xe          | 2 avril 1993    | 21 avril 1997  | Patrick Braouezec, | PCF,            | Mandat écourté à la suite d'une dissolution parlementaire décidée par Jacques Chirac.  |
| XIe         | 12 juin 1997    | 18 juin 2002   | Patrick Braouezec  | PCF             |                                                                                        |
| XIIe        | 19 juin 2002    | 19 juin 2007   | Patrick Braouezec, | PCF,            |                                                                                        |
| XIIIe       | 20 juin 2007    | 19 juin 2012   | Patrick Braouezec  | PCF puis FASE   |                                                                                        |
| XIVe        | 20 juin 2012    | 20 juin 2017   | Mathieu Hanotin    | PS              |                                                                                        |
| XVe         | 21 juin 2017    | 21 juin 2022   | Stéphane Peu       | PCF             |                                                                                        |
| XVIe        | 22 juin 2022    | 9 juin 2024    | Stéphane Peu       | PCF             | Mandat écourté à la suite d'une dissolution parlementaire décidée par Emmanuel Macron. |
| XVIIe       | 8 juillet 2024  | En cours       | Stéphane Peu       | PCF             |                                                                                        |

## Historique des élections

### Élections de 1967
|                | Fernand Grenier élu    | PCF            | 21 085 | 55,71  |  |  |  |
|                | Charles-Raymond Faget  | UD-Ve          | 10 020 | 26,47  |  |  |  |
|                | Paul Eliez             | FGDS (Radical) | 3 499  | 9,24   |  |  |  |
|                | Jean Destrée           | CD (PDM)       | 2 838  | 7,5    |  |  |  |
|                | Marie-Anne Roch'Congar | Extrême gauche | 407    | 1,08   |  |  |  |
|                |                        |                |        |        |  |  |  |
| Inscrits       | Inscrits               | Inscrits       | 45 393 | 100,00 |  |  |  |
| Abstentions    | Abstentions            | Abstentions    | 6 753  | 14,88  |  |  |  |
| Votants        | Votants                | Votants        | 38 640 | 85,12  |  |  |  |
| Blancs et nuls | Blancs et nuls         | Blancs et nuls | 791    | 2,05   |  |  |  |
| Exprimés       | Exprimés               | Exprimés       | 37 849 | 97,95  |  |  |  |

Marie-Anne Roch'Congar était candidate du Parti communiste révolutionnaire trotskiste.
Marcelin Berthelot, ouvrier EDF, maire adjoint de Saint-Denis était le suppléant de Fernand Grenier.

### Élections de 1968
| Candidat       | Candidat               | Parti          | Premier tour | Premier tour | Second tour | Second tour |  |
| Candidat       | Candidat               | Parti          | Voix         | %            | Voix        | %           |  |
| -------------- | ---------------------- | -------------- | ------------ | ------------ | ----------- | ----------- |  |
|                | Marcelin Berthelot élu | PCF            | 17 323       | 49,86        | 18 672      | 60,76       |  |
|                | Charles-Raymond Faget  | UDR (URP)      | 12 098       | 34,82        | 12 059      | 39,24       |  |
|                | Gilbert Pallier        | PSU            | 2 798        | 8,05         |             |             |  |
|                | Madeleine Desmedt      | FGDS (SFIO)    | 2 522        | 7,26         |             |             |  |
|                |                        |                |              |              |             |             |  |
| Inscrits       | Inscrits               | Inscrits       | 43 534       | 100,00       | 43 523      | 100,00      |  |
| Abstentions    | Abstentions            | Abstentions    | 8 098        | 18,6         | 11 995      | 27,56       |  |
| Votants        | Votants                | Votants        | 35 436       | 81,4         | 31 528      | 72,44       |  |
| Blancs et nuls | Blancs et nuls         | Blancs et nuls | 695          | 1,96         | 797         | 2,53        |  |
| Exprimés       | Exprimés               | Exprimés       | 34 741       | 98,04        | 30 731      | 97,47       |  |

Maurice Soucheyre, professeur, maire adjoint de Saint-Denis était le suppléant de Marcelin Berthelot.

### Élections de 1973
|                | Marcelin Berthelot sortant réélu | PCF            | 18 398 | 54,12  |  |  |  |
|                | Charles-Raymond Faget            | UDR (URP)      | 7 349  | 21,62  |  |  |  |
|                | Claude Antore                    | PS (UGSD)      | 4 023  | 11,83  |  |  |  |
|                | Bernard-Paul Lévy                | Rad (MR)       | 2 517  | 7,4    |  |  |  |
|                | Gilbert Pallier                  | PSU            | 1 273  | 3,74   |  |  |  |
|                | Roland Vacher                    | LCR            | 435    | 1,28   |  |  |  |
|                |                                  |                |        |        |  |  |  |
| Inscrits       | Inscrits                         | Inscrits       | 42 948 | 100,00 |  |  |  |
| Abstentions    | Abstentions                      | Abstentions    | 8 147  | 18,97  |  |  |  |
| Votants        | Votants                          | Votants        | 34 801 | 81,03  |  |  |  |
| Blancs et nuls | Blancs et nuls                   | Blancs et nuls | 806    | 2,32   |  |  |  |
| Exprimés       | Exprimés                         | Exprimés       | 33 995 | 97,68  |  |  |  |

Maurice Soucheyre était le suppléant de Marcelin Berthelot.

### Élections de 1978
| Candidat       | Candidat          | Parti          | Premier tour | Premier tour | Second tour | Second tour |  |
| Candidat       | Candidat          | Parti          | Voix         | %            | Voix        | %           |  |
| -------------- | ----------------- | -------------- | ------------ | ------------ | ----------- | ----------- |  |
|                | Pierre Zarka élu  | PCF            | 16 548       | 47,6         | 22 772      | 100,00      |  |
|                | Claude Antore     | PS             | 5 925        | 17,04        | Retrait     | Retrait     |  |
|                | Bernard-Paul Lévy | UDF (Rad)      | 5 036        | 14,49        |             |             |  |
|                | Gérard G. Banse   | RPR            | 4 458        | 12,82        |             |             |  |
|                | Jean-Yves Guéguen | PSU (FA)       | 1 408        | 4,05         |             |             |  |
|                | Marc Fredriksen   | FN             | 495          | 1,42         |             |             |  |
|                | Alex Duféal       | LO             | 484          | 1,39         |             |             |  |
|                | Pascale Saroléa   | LCR            | 262          | 0,75         |             |             |  |
|                | Yves Chevet       | UOPDP          | 151          | 0,43         |             |             |  |
|                |                   |                |              |              |             |             |  |
| Inscrits       | Inscrits          | Inscrits       | 44 018       | 100,00       | 44 018      | 100,00      |  |
| Abstentions    | Abstentions       | Abstentions    | 8 494        | 19,3         | 13 459      | 30,58       |  |
| Votants        | Votants           | Votants        | 35 524       | 80,7         | 30 559      | 69,42       |  |
| Blancs et nuls | Blancs et nuls    | Blancs et nuls | 757          | 2,13         | 7 787       | 25,48       |  |
| Exprimés       | Exprimés          | Exprimés       | 34 767       | 97,87        | 22 772      | 74,52       |  |

Maurice Soucheyre était le suppléant de Pierre Zarka.

### Élections de 1981
| Candidat       | Candidat                   | Parti          | Premier tour | Premier tour | Second tour | Second tour |  |
| Candidat       | Candidat                   | Parti          | Voix         | %            | Voix        | %           |  |
| -------------- | -------------------------- | -------------- | ------------ | ------------ | ----------- | ----------- |  |
|                | Pierre Zarka sortant réélu | PCF            | 13 305       | 48,72        | 18 138      | 100,00      |  |
|                | Claude Antore              | PS             | 7 470        | 27,35        | Retrait     | Retrait     |  |
|                | Gérard G. Banse            | RPR (UNM)      | 5 438        | 19,91        |             |             |  |
|                | Sylvie Delsart             | PSU            | 739          | 2,70         |             |             |  |
|                | Alain Krivine              | LCR            | 358          | 1,31         |             |             |  |
|                | B. Le Corre                | CCA            | 1            | 0            |             |             |  |
|                |                            |                |              |              |             |             |  |
| Inscrits       | Inscrits                   | Inscrits       | 43 551       | 100,00       | 43 544      | 100,00      |  |
| Abstentions    | Abstentions                | Abstentions    | 15 837       | 36,36        | 21 243      | 48,79       |  |
| Votants        | Votants                    | Votants        | 27 714       | 63,64        | 22 301      | 51,21       |  |
| Blancs et nuls | Blancs et nuls             | Blancs et nuls | 403          | 1,45         | 4 163       | 18,67       |  |
| Exprimés       | Exprimés                   | Exprimés       | 27 311       | 98,55        | 18 138      | 81,33       |  |

Maurice Soucheyre était le suppléant de Pierre Zarka.

### Élections de 1988
| Candidat       | Candidat               | Parti               | Premier tour | Premier tour | Second tour | Second tour |  |
| Candidat       | Candidat               | Parti               | Voix         | %            | Voix        | %           |  |
| -------------- | ---------------------- | ------------------- | ------------ | ------------ | ----------- | ----------- |  |
|                | Marcelin Berthelot élu | PCF                 | 13 050       | 43,82        | 18 132      | 100,00      |  |
|                | Henri Weber            | PS                  | 6 841        | 22,97        | Retrait     | Retrait     |  |
|                | Franck Timmermans      | FN                  | 5 108        | 17,15        |             |             |  |
|                | Pierre Pougnaud        | Divers droite (URC) | 4 784        | 16,06        |             |             |  |
|                | Fernande Tavernay      | POE                 | 0            | 0            |             |             |  |
|                |                        |                     |              |              |             |             |  |
| Inscrits       | Inscrits               | Inscrits            | 51 461       | 100,00       | 51 403      | 100,00      |  |
| Abstentions    | Abstentions            | Abstentions         | 21 149       | 41,1         | 27 671      | 53,83       |  |
| Votants        | Votants                | Votants             | 30 312       | 58,9         | 23 732      | 46,17       |  |
| Blancs et nuls | Blancs et nuls         | Blancs et nuls      | 529          | 1,75         | 5 600       | 23,6        |  |
| Exprimés       | Exprimés               | Exprimés            | 29 783       | 98,25        | 18 132      | 76,4        |  |

Daniel Bioton, maire de Pierrefitte-sur-Seine était le suppléant de Marcelin Berthelot.

### Élections de 1993
| Candidat       | Candidat              | Parti          | Premier tour | Premier tour | Second tour | Second tour |  |
| Candidat       | Candidat              | Parti          | Voix         | %            | Voix        | %           |  |
| -------------- | --------------------- | -------------- | ------------ | ------------ | ----------- | ----------- |  |
|                | Patrick Braouezec élu | PCF            | 8 359        | 29,09        | 17 022      | 61,82       |  |
|                | Franck Timmermans     | FN             | 6 456        | 22,46        | 10 512      | 38,18       |  |
|                | Gérard Delattre       | UDF (PR)       | 5 770        | 20,08        |             |             |  |
|                | Henri Weber           | PS (ADFP)      | 3 094        | 10,77        |             |             |  |
|                | Hayette Boudjemia     | GÉ (EÉ)        | 1 532        | 5,33         |             |             |  |
|                | Marianne Mancini      | LT-LNÉ         | 656          | 2,28         |             |             |  |
|                | Maurice Lombard       | Divers         | 571          | 1,99         |             |             |  |
|                | Idilio Valdenebro     | LO             | 482          | 1,68         |             |             |  |
|                | Sylvie Delsart        | SÉGA           | 461          | 1,6          |             |             |  |
|                | Christian Bensimon    | LCR            | 403          | 1,4          |             |             |  |
|                | Claudine Chevreau     | PT             | 293          | 1,02         |             |             |  |
|                | Serge Lesein          | AP             | 238          | 0,83         |             |             |  |
|                | Ferdinand Bramoulle   | CNIP           | 230          | 0,8          |             |             |  |
|                | Fodhil Hamoudi        | Divers         | 194          | 0,68         |             |             |  |
|                |                       |                |              |              |             |             |  |
| Inscrits       | Inscrits              | Inscrits       | 48 339       | 100,00       | 48 332      | 100,00      |  |
| Abstentions    | Abstentions           | Abstentions    | 18 475       | 38,22        | 18 406      | 38,08       |  |
| Votants        | Votants               | Votants        | 29 864       | 61,78        | 29 926      | 61,92       |  |
| Blancs et nuls | Blancs et nuls        | Blancs et nuls | 1 125        | 3,77         | 2 392       | 7,99        |  |
| Exprimés       | Exprimés              | Exprimés       | 28 739       | 96,23        | 27 534      | 92,01       |  |

### Élections de 1997
| Candidat       | Candidat                        | Parti          | Premier tour | Premier tour | Second tour | Second tour |  |
| Candidat       | Candidat                        | Parti          | Voix         | %            | Voix        | %           |  |
| -------------- | ------------------------------- | -------------- | ------------ | ------------ | ----------- | ----------- |  |
|                | Patrick Braouezec sortant réélu | PCF            | 9 654        | 34,79        | 18 691      | 69,65       |  |
|                | Pierre Pauty                    | FN             | 6 278        | 22,62        | 8 145       | 30,35       |  |
|                | Georges Sali                    | PS             | 4 134        | 14,9         |             |             |  |
|                | Gérard Delattre                 | UDF (PR)       | 3 251        | 11,71        |             |             |  |
|                | Michèle Zemor                   | Les Verts      | 1 656        | 5,97         |             |             |  |
|                | Idilio Valdenebro               | LO             | 786          | 2,83         |             |             |  |
|                | Alain Krivine                   | LCR            | 715          | 2,58         |             |             |  |
|                | Alin Attal                      | LDI (MPF)      | 486          | 1,75         |             |             |  |
|                | Béatrice Ardonel                | US4J           | 248          | 0,89         |             |             |  |
|                | Pierre Deplanque                | Extrême droite | 235          | 0,85         |             |             |  |
|                | Claudine Chevreau               | PT             | 228          | 0,82         |             |             |  |
|                | Denis-Pierre Dège               | Divers         | 82           | 0,3          |             |             |  |
|                | Éric Lefebvre                   | GÉ             | 0            | 0            |             |             |  |
|                |                                 |                |              |              |             |             |  |
| Inscrits       | Inscrits                        | Inscrits       | 47 870       | 100,00       | 47 870      | 100,00      |  |
| Abstentions    | Abstentions                     | Abstentions    | 19 234       | 40,18        | 18 865      | 39,41       |  |
| Votants        | Votants                         | Votants        | 28 636       | 59,82        | 29 005      | 60,59       |  |
| Blancs et nuls | Blancs et nuls                  | Blancs et nuls | 883          | 3,08         | 2 169       | 7,48        |  |
| Exprimés       | Exprimés                        | Exprimés       | 27 753       | 96,92        | 26 836      | 92,52       |  |

La suppléante de Patrick Braouezec était Catherine Hanriot, maire adjointe (puis maire en 1998) de Pierrefitte-sur-Seine, agent de La Poste, élue conseillère générale du canton de Pierrefitte-sur-Seine en 1998.

### Élections de 2002
| Candidat       | Candidat                        | Parti             | Premier tour | Premier tour | Second tour | Second tour |  |
| Candidat       | Candidat                        | Parti             | Voix         | %            | Voix        | %           |  |
| -------------- | ------------------------------- | ----------------- | ------------ | ------------ | ----------- | ----------- |  |
|                | Patrick Braouezec sortant réélu | PCF               | 9 753        | 40,28        | 13 107      | 63,32       |  |
|                | Évelyne Nicol                   | UMP               | 4 414        | 18,23        | 7 592       | 36,68       |  |
|                | Stéphane Privé                  | PS                | 3 744        | 15,46        |             |             |  |
|                | Alain Guyomard                  | FN                | 3 500        | 14,46        |             |             |  |
|                | Dominique Carré                 | Les Verts         | 652          | 2,69         |             |             |  |
|                | Essaid Zemouri                  | Pôle républicain  | 447          | 1,85         |             |             |  |
|                | Catherine Billard               | LCR               | 381          | 1,57         |             |             |  |
|                | Philippe Julien                 | LO                | 345          | 1,42         |             |             |  |
|                | Jacqueline Jorba y Campo        | MNR               | 306          | 1,26         |             |             |  |
|                | Françoise Marikian              | RPF               | 198          | 0,82         |             |             |  |
|                | Robert Cioffi                   | Divers écologiste | 185          | 0,76         |             |             |  |
|                | Claudine Chevreau               | PT                | 140          | 0,58         |             |             |  |
|                | Sylvie Delsart                  | Extrême gauche    | 99           | 0,41         |             |             |  |
|                | Esther Munoz                    | ND                | 47           | 0,19         |             |             |  |
|                | Philippe Borderie               | UDF               | 0            | 0,00         |             |             |  |
|                |                                 |                   |              |              |             |             |  |
| Inscrits       | Inscrits                        | Inscrits          | 44 568       | 100,00       | 44 568      | 100,00      |  |
| Abstentions    | Abstentions                     | Abstentions       | 19 923       | 44,7         | 23 065      | 51,75       |  |
| Votants        | Votants                         | Votants           | 24 645       | 55,3         | 21 503      | 48,25       |  |
| Blancs et nuls | Blancs et nuls                  | Blancs et nuls    | 434          | 1,76         | 804         | 3,74        |  |
| Exprimés       | Exprimés                        | Exprimés          | 24 211       | 98,24        | 20 699      | 96,26       |  |

La suppléante de Patrick Braouezec était Catherine Hanriot.

### Élections de 2007
| Candidat       | Candidat                        | Parti          | Premier tour | Premier tour | Second tour | Second tour |  |
| Candidat       | Candidat                        | Parti          | Voix         | %            | Voix        | %           |  |
| -------------- | ------------------------------- | -------------- | ------------ | ------------ | ----------- | ----------- |  |
|                | Patrick Braouezec sortant réélu | PCF            | 7 774        | 32,72        | 14 472      | 65          |  |
|                | Évelyne Nicol                   | UMP            | 5 375        | 22,63        | 7 794       | 35          |  |
|                | Rose Gomis                      | PS             | 4 839        | 20,37        |             |             |  |
|                | Djamel Bouras                   | UDF–MoDem      | 2 274        | 9,57         |             |             |  |
|                | Alain Guyomard                  | FN             | 1 208        | 5,09         |             |             |  |
|                | Cécile Rangin                   | Les Verts      | 698          | 2,94         |             |             |  |
|                | Catherine Billard               | LCR            | 619          | 2,61         |             |             |  |
|                | Huguette Brevini                | MNR            | 230          | 0,97         |             |             |  |
|                | Philippe Julien                 | LO             | 206          | 0,87         |             |             |  |
|                | Christophe Mézerette            | MRC            | 156          | 0,66         |             |             |  |
|                | Nouredine Saadi                 | Divers         | 107          | 0,45         |             |             |  |
|                | Lionel Gimont                   | diss. PCF      | 95           | 0,4          |             |             |  |
|                | Claudine Chevreau               | PT             | 90           | 0,38         |             |             |  |
|                | Smain Bedrouni                  | Divers         | 85           | 0,36         |             |             |  |
|                | Sandra Iemouli                  | Divers         | 0            | 0,00         |             |             |  |
|                |                                 |                |              |              |             |             |  |
| Inscrits       | Inscrits                        | Inscrits       | 50 029       | 100,00       | 50 028      | 100,00      |  |
| Abstentions    | Abstentions                     | Abstentions    | 25 803       | 51,58        | 26 974      | 53,92       |  |
| Votants        | Votants                         | Votants        | 24 226       | 48,42        | 23 054      | 46,08       |  |
| Blancs et nuls | Blancs et nuls                  | Blancs et nuls | 470          | 1,94         | 788         | 3,42        |  |
| Exprimés       | Exprimés                        | Exprimés       | 23 756       | 98,06        | 22 266      | 96,58       |  |

### Élections de 2012
| Candidat       | Candidat                      | Parti          | Premier tour | Premier tour | Second tour | Second tour |  |
| Candidat       | Candidat                      | Parti          | Voix         | %            | Voix        | %           |  |
| -------------- | ----------------------------- | -------------- | ------------ | ------------ | ----------- | ----------- |  |
|                | Mathieu Hanotin élu           | PS             | 8 080        | 36,51        | 11 000      | 53,50       |  |
|                | Patrick Braouezec sortant     | FG (FASE)      | 6 897        | 31,17        | 9 561       | 46,50       |  |
|                | Alain Polu                    | FN             | 2 094        | 9,46         |             |             |  |
|                | Vijay Monany                  | UMP            | 2 018        | 9,12         |             |             |  |
|                | Dieunor Excellent             | Divers         | 1 086        | 4,91         |             |             |  |
|                | Dominique Carré               | EÉLV           | 649          | 2,93         |             |             |  |
|                | Catherine Billard             | NPA            | 263          | 1,19         |             |             |  |
|                | Houari Guermat                | MoDem          | 262          | 1,18         |             |             |  |
|                | Mohamed Amine Khouidrat       | AÉI            | 197          | 0,89         |             |             |  |
|                | Jean-Pierre Enjalbert         | DLR            | 171          | 0,77         |             |             |  |
|                | Philippe Julien               | LO             | 160          | 0,72         |             |             |  |
|                | Françoise Marguerite-Barbeito | MRC            | 141          | 0,64         |             |             |  |
|                | Pierre Feuillette             | Pirate         | 109          | 0,49         |             |             |  |
|                | Véronique Landwerlin          | PCD            | 1            | 0,00         |             |             |  |
|                |                               |                |              |              |             |             |  |
| Inscrits       | Inscrits                      | Inscrits       | 51 767       | 100,00       | 52 134      | 100,00      |  |
| Abstentions    | Abstentions                   | Abstentions    | 29 260       | 56,52        | 30 177      | 57,88       |  |
| Votants        | Votants                       | Votants        | 22 507       | 43,48        | 21 957      | 42,12       |  |
| Blancs et nuls | Blancs et nuls                | Blancs et nuls | 379          | 1,68         | 1 396       | 6,36        |  |
| Exprimés       | Exprimés                      | Exprimés       | 22 128       | 98,32        | 20 561      | 93,64       |  |

### Élections de 2017
|                                                                                      |                                                                        |                           |                           |                          |                          |
|                                                                                      |                                                                        | Premier tour 11 juin 2017 | Premier tour 11 juin 2017 | Second tour 18 juin 2017 | Second tour 18 juin 2017 |
|                                                                                      |                                                                        |                           |                           |                          |                          |
|                                                                                      |                                                                        | Nombre                    | % des inscrits            | Nombre                   | % des inscrits           |
| Inscrits                                                                             | Inscrits                                                               | 54 142                    | 100,00                    | 54 143                   | 100,00                   |
| Abstentions                                                                          | Abstentions                                                            | 36 291                    | 67,03                     | 38 158                   | 70,48                    |
| Votants                                                                              | Votants                                                                | 17 851                    | 32,97                     | 15 985                   | 29,52                    |
|                                                                                      |                                                                        |                           | % des votants             |                          | % des votants            |
| Bulletins blancs                                                                     | Bulletins blancs                                                       | 381                       | 2,13                      | 929                      | 5,81                     |
| Bulletins nuls                                                                       | Bulletins nuls                                                         | 190                       | 1,06                      | 372                      | 2,33                     |
| Suffrages exprimés                                                                   | Suffrages exprimés                                                     | 17 280                    | 96,80                     | 14 684                   | 91,86                    |
|                                                                                      |                                                                        |                           |                           |                          |                          |
| Candidat Étiquette politique (partis et alliances)                                   | Candidat Étiquette politique (partis et alliances)                     | Voix                      | % des exprimés            | Voix                     | % des exprimés           |
|                                                                                      |                                                                        |                           |                           |                          |                          |
|                                                                                      | Stéphane Peu Parti communiste français (La France insoumise)           | 4 785                     | 27,69                     | 8 501                    | 57,89                    |
|                                                                                      | Véronique Avril La République en marche !                              | 3 575                     | 20,69                     | 6 183                    | 42,11                    |
|                                                                                      | Mathieu Hanotin (député sortant) Parti socialiste                      | 3 323                     | 19,23                     |                          |                          |
|                                                                                      | Estelle Arnal Front national                                           | 1 363                     | 7,89                      |                          |                          |
|                                                                                      | Hayette Hamidi Les Républicains (Union des démocrates et indépendants) | 1 171                     | 6,78                      |                          |                          |
|                                                                                      | Laurent Servières Europe Écologie Les Verts                            | 694                       | 4,02                      |                          |                          |
|                                                                                      | Dieunor Excellent Divers                                               | 598                       | 3,46                      |                          |                          |
|                                                                                      | Philippe Caro Divers gauche                                            | 339                       | 1,96                      |                          |                          |
|                                                                                      | Mossaab Ouertatani Divers (Français et musulmans)                      | 304                       | 1,76                      |                          |                          |
|                                                                                      | Philippe Jullien Lutte ouvrière                                        | 222                       | 1,28                      |                          |                          |
|                                                                                      | Kamal El Mahouti Écologiste (Mouvement 100 % - Cap démocratie)         | 206                       | 1,19                      |                          |                          |
|                                                                                      | Catherine Billard Extrême gauche (Nouveau Parti anticapitaliste)       | 199                       | 1,15                      |                          |                          |
|                                                                                      | Jérôme Sinpaseuth Divers gauche                                        | 195                       | 1,13                      |                          |                          |
|                                                                                      | Martine Decius Divers (Union populaire républicaine)                   | 163                       | 0,94                      |                          |                          |
|                                                                                      | Bekhan Yagoulbaev Debout la France                                     | 112                       | 0,65                      |                          |                          |
|                                                                                      | Alicia Level Divers (Allons enfants !)                                 | 31                        | 0,18                      |                          |                          |
|                                                                                      | Abdel Hocini Divers                                                    | 0                         | 0,00                      |                          |                          |
|                                                                                      | Vesna Scekic Union des démocrates et indépendants                      | 0                         | 0,00                      |                          |                          |
|                                                                                      | Nadir Nini Divers                                                      | 0                         | 0,00                      |                          |                          |
| Source : Ministère de l'Intérieur - Deuxième circonscription de la Seine-Saint-Denis |                                                                        |                           |                           |                          |                          |

### Élections de 2022
|                                                    |                                                                                        |                           |                           |                          |                          |
|                                                    |                                                                                        | Premier tour 12 juin 2022 | Premier tour 12 juin 2022 | Second tour 19 juin 2022 | Second tour 19 juin 2022 |
|                                                    |                                                                                        |                           |                           |                          |                          |
|                                                    |                                                                                        | Nombre                    | % des inscrits            | Nombre                   | % des inscrits           |
| Inscrits                                           | Inscrits                                                                               |                           | 100,00                    |                          | 100,00                   |
| Abstentions                                        | Abstentions                                                                            |                           | 62,71                     |                          |                          |
| Votants                                            | Votants                                                                                |                           | 32,79                     |                          |                          |
|                                                    |                                                                                        |                           | % des votants             |                          | % des votants            |
| Bulletins blancs                                   | Bulletins blancs                                                                       | 320                       | 1,77                      |                          |                          |
| Bulletins nuls                                     | Bulletins nuls                                                                         | 127                       | 0,70                      |                          |                          |
| Suffrages exprimés                                 | Suffrages exprimés                                                                     |                           | 97,53                     |                          |                          |
|                                                    |                                                                                        |                           |                           |                          |                          |
| Candidat Étiquette politique (partis et alliances) | Candidat Étiquette politique (partis et alliances)                                     | Voix                      | % des exprimés            | Voix                     | % des exprimés           |
|                                                    |                                                                                        |                           |                           |                          |                          |
|                                                    | Stéphane Peu* Nouvelle Union populaire écologique et sociale Parti communiste français | 11 083                    | 62,85                     | 13 180                   | 78,70                    |
|                                                    | Anaïs Brood Ensemble                                                                   | 1 595                     | 9,05                      | 3 567                    | 21,30                    |
|                                                    | Luc Colomas Rassemblement national                                                     | 1 480                     | 8,39                      |                          |                          |
|                                                    | Bakary Soukouna Divers gauche                                                          | 1 189                     | 6,74                      |                          |                          |
|                                                    | Sinaa Thabet Les Républicains                                                          | 622                       | 3,53                      |                          |                          |
|                                                    | Brahim Chikhi Divers centre                                                            | 619                       | 3,51                      |                          |                          |
|                                                    | Aurélia Bardy Reconquête                                                               | 375                       | 2,13                      |                          |                          |
|                                                    | Agnès Renaud Lutte ouvrière                                                            | 297                       | 1,68                      |                          |                          |
|                                                    | Aurélien Pichard Parti animaliste                                                      | 222                       | 1,26                      |                          |                          |
|                                                    | Jean-Christophe Brossard Parti Communiste Révolutionnaire de France                    | 151                       | 0,86                      |                          |                          |
|                                                    | Christelle Vétil Union des démocrates et indépendants                                  | 0                         | 0,00                      |                          |                          |
| * Député sortant                                   |                                                                                        |                           |                           |                          |                          |

### Élections de 2024
| Candidat                 | Candidat                 | Parti et coalition       | Nuances                  | Premier tour | Premier tour |
| Candidat                 | Candidat                 | Parti et coalition       | Nuances                  | Voix         | %            |
| ------------------------ | ------------------------ | ------------------------ | ------------------------ | ------------ | ------------ |
|                          | Stéphane Peu             | PCF (NFP)                | UG                       | 22 055       | 71,80        |
|                          | Luc Colomas              | RN                       | RN                       | 3 628        | 11,81        |
|                          | Samantha Uk              | MoDem (ENS)              | ENS                      | 2 282        | 7,43         |
|                          | Anasse Kazib             | RP                       | EXG                      | 1 128        | 3,67         |
|                          | Louis-Auxile Maillard    | LR                       | LR                       | 798          | 2,60         |
|                          | Agnès Renaud             | LO                       | EXG                      | 491          | 1,60         |
|                          | Maki Théa Marquand       | Équinoxe                 | ECO                      | 334          | 1,09         |
|                          |                          |                          |                          |              |              |
| Votes valides            | Votes valides            | Votes valides            | Votes valides            | 30 716       | 97,74        |
| Votes blancs             | Votes blancs             | Votes blancs             | Votes blancs             | 453          | 1,44         |
| Votes nuls               | Votes nuls               | Votes nuls               | Votes nuls               | 257          | 0,82         |
| Total                    | Total                    | Total                    | Total                    | 31 426       | 100          |
| Abstention               | Abstention               | Abstention               | Abstention               | 25 456       | 44,75        |
| Inscrits / participation | Inscrits / participation | Inscrits / participation | Inscrits / participation | 56 882       | 55,25        |

#### Département de la Seine-Saint-Denis
- La fiche de l'INSEE de cette circonscription : « Tableaux et Analyses de la deuxième circonscription de la Seine-Saint-Denis », sur insee.fr, site de l'Institut national de la statistique et des études économiques (consulté le 10 juin 2007) [PDF]
- « Tous les députés du département de la Seine-Saint-Denis depuis 1789 », sur assemblee-nationale.fr, site de l'Assemblée nationale française (consulté le 10 juin 2007)
- « Informations contentieuses sur le département de la Seine-Saint-Denis (Élections législatives de 2002) »(Archive.org • Wikiwix • Archive.is • Google • Que faire ?), sur conseil-constitutionnel.fr, site du Conseil constitutionnel (consulté le 13 juin 2007)

#### Circonscriptions en France
- « Carte des circonscriptions législatives en France », sur assemblee-nationale.fr, site de l'Assemblée nationale française (consulté le 10 juin 2007)
- « Résultats électoraux officiels en France »(Archive.org • Wikiwix • Archive.is • Google • Que faire ?), sur interieur.gouv.fr, site du ministère de l'Intérieur (France) (consulté le 13 juin 2007)
- Description et Atlas des circonscriptions électorales de France sur http://www.atlaspol.com, Atlaspol, site de cartographie géopolitique, consulté le 13 juin 2007.